# Зимові Дефлімпійські ігри 1949
I Зимові Дефлімпійські ігри пройшли в м.Зефельд-ін-Тіроль, що в Австрії з 26 січня по 30 січня 1949 року. У змаганнях взяли участь 33 спортсмени.

## Дисципліни
Змагання пройшли з 2 дисциплін 
| - Гірськолижний спорт - Лижні гонки |

## Країни-учасники
В I Зимових дефлімпійських іграх взяли участь спортсмени з 5 країн :
| - Австрія - Фінляндія - Чехословаччина - Швейцарія - Швеція |

## Нагороди
Країна господар (Австрія)
| Місце   | Країна    | Золото | Срібло | Бронза | Загалом |
| ------- | --------- | ------ | ------ | ------ | ------- |
| 1       | Швейцарія | 3      | 0      | 1      | 4       |
| 2       | Фінляндія | 1      | 2      | 0      | 3       |
| 3       | Швеція    | 1      | 0      | 1      | 2       |
| 4       | Австрія   | 0      | 3      | 3      | 6       |
| 5       | Чехія     | 0      | 0      | 0      | 0       |
| Всього: | Всього:   | 5      | 5      | 5      | 15      |